# Familjen Bonnier (TV-serie)
Familjen Bonnier är en dokumentär TV-serie i tre delar från 2009 om Bonnier-släkten av den emmy-belönade filmaren Gregor Nowinski.
Serien sändes i TV4 2009 med start 27 april och finns även via TV4 Play. Flera medlemmar av familjen intervjuas i serien; däribland Albert, Carl-Johan, Jeanette och Jonas Bonnier, samt Bonnier-biografen Per Gedin.